# Pegasus Motorcars
Pegasus Motorcars war ein US-amerikanisches Unternehmen im Bereich von Automobilen.

## Unternehmensgeschichte
Charlie Van Natter und Bob Masters gründeten 1985 das Unternehmen. Der Sitz war in Pasadena in Texas. Eine andere Quelle gibt das benachbarte Houston an. Es war eine Autowerkstatt. 1986 oder 1988 begann die Produktion von Automobilen. Der Markenname lautete Pegasus. 1995 endete die Produktion.
Die Marke Pegasus Motorcars war geschützt.

## Fahrzeuge
Im Angebot standen Sportwagen. Das erste Modell basierte auf dem Pontiac Firebird. Viele Karosserieteile bestanden aus Kunststoff. Auffallend war ein riesiger Heckspoiler.
1990 folgte der 2000. Er hatte einen V8-Motor von General Motors mit 5700 cm³ Hubraum und Saugrohreinspritzung. Ein Fahrzeug dieses Typs war in mehreren Filmen zu sehen.